# ولاتکو مارکوویچ
ولاتکو مارکوویچ (انگلیسی: Vlatko Marković؛ ۱ ژانویهٔ ۱۹۳۷ – ۲۳ سپتامبر ۲۰۱۳) بازیکن و مربی فوتبال کروات‌تبار اهل یوگسلاوی بود. وی از سال ۱۹۹۸ تا ۲۰۱۲ رئیس فدراسیون فوتبال کرواسی بوده‌است.
از باشگاه‌هایی که در آن بازی کرده‌است می‌توان به باشگاه فوتبال آستریا وین، باشگاه فوتبال دینامو زاگرب، و باشگاه فوتبال خنت اشاره کرد.